# Marklendorf
Marklendorf è una frazione (Ortsteil) del comune di Buchholz, nel land della Bassa Sassonia, in Germania.

## Storia
Già comune autonomo nel circondario di Fallingbostel, fu soppresso e incorporato a Buchholz il 1º marzo 1974.